# Верховская (Коми)
Верховская (коми Верховскӧй) — деревня в Усть-Цилемском районе Республики Коми России. Входит в состав сельского поселения Замежная.

## География
Деревня находится в северо-западной части Республики Коми, на левом берегу реки Пижма, на расстоянии примерно 60 км (по прямой) к юго-юго-западу (SSW) от села Усть-Цильма, административного центра района. Абсолютная высота — 101 м над уровнем моря.

### Часовой пояс
Деревня Верховская, как и вся Республика Коми, находится в часовой зоне МСК (московское время). Смещение применяемого времени относительно UTC составляет +3:00.

## История
В «Списке населенных мест Российской империи», изданном в 1861 году, населённый пункт упомянут как деревня Мезенского уезда (2-го стана), при реке Пижме, расположенный в 758 верстах от уездного города Мезень. В деревне насчитывалось 7 дворов и проживало 33 человека (33 мужчины и 10 женщин). По состоянию на 1920 год, в деревне имелось 14 дворов и проживал 71 человек (36 мужчин и 35 женщин). В административном отношении деревня входила в состав Замежного общества Пижемой волости Печорского уезда.

## Население
| 2010 |
| ---- |
| 0    |

## Улицы
Уличная сеть деревни состоит из одной улицы (ул. Проезжая).